# Nam Ji-hyun (diễn viên)
Đây là một tên người Triều Tiên, họ là Nam.
Nam Ji-hyun (tiếng Hàn: 남지현; sinh ngày 17 tháng 9 năm 1995) là một nữ diễn viên Hàn Quốc.

## Thời trẻ và học vấn
Ji hyun tốt nghiệp Đại học Sogang chuyên ngành tâm lý học.

## Sự nghiệp
Cô bắt đầu sự nghiệp diễn xuất của mình với tư cách là một diễn viên trẻ, các vai diễn đáng chú ý của cô trong các bộ phim như East of Eden (2008), Queen Seondeok (2009), Will It Snow for Christmas? (2009), Angel Eyes (2014), và What Happens to My Family? (2014).Cô cũng tham gia diễn xuất trong các phim truyền hình ngắn như Girl Detective, Park Hae-sol; phim dành cho tuổi teen To the Beautiful You, A Reason to Live và Hwayi: A Monster Boy. Năm 2016, Cô nhận được vai chính đầu tiên với bộ phim Shopaholic Louis.

## Danh sách phim tham gia

### Phim truyền hình
| Năm  | Tựa đề                                      | Vai diễn                    | Kênh  |
| ---- | ------------------------------------------- | --------------------------- | ----- |
| 2002 | 전파견문록                                  |                             | MBC   |
| 2004 | Say You Love Me                             | Seo Young-chae (còn trẻ)    | MBC   |
| 2006 | My Love                                     | Kim Min                     | SBS   |
| 2006 | My Love Clementine                          | Jang Ba-da                  | SBS   |
| 2007 | Lobbyist                                    | Yoo So-young (còn trẻ)      | SBS   |
| 2008 | King Sejong the Great                       | Công chúa Shim (còn trẻ)    | KBS1  |
| 2008 | Our Happy Ending                            | Kang Mi-na                  | MBC   |
| 2008 | East of Eden                                | Kim Ji-hyun (còn trẻ)       | MBC   |
| 2009 | Queen Seondeok                              | Công chúa Deokman (còn trẻ) | MBC   |
| 2009 | Will It Snow for Christmas?                 | Han Ji-wan (còn trẻ)        | SBS   |
| 2010 | Giant                                       | Hwang Jung-yeon (còn trẻ)   | SBS   |
| 2010 | It's Me, Grandmother                        | Park Eun-ha                 | MBC   |
| 2011 | Warrior Baek Dong-soo                       | Yoo Ji-sun (còn trẻ)        | SBS   |
| 2012 | Drama Special: Girl Detective, Park Hae-sol | Park Hae-sol                | KBS2  |
| 2012 | Can't Live Without You                      | Eun-deok                    | MBC   |
| 2012 | To the Beautiful You                        | Hong Da-hae                 | SBS   |
| 2014 | Angel Eyes                                  | Yoon Soo-wan (còn trẻ)      | SBS   |
| 2014 | What Happens to My Family?                  | Kang Seo-wool               | KBS2  |
| 2015 | Late Night Restaurant                       | Hye-ri (khách mời, tập 7)   | SBS   |
| 2016 | Mystery Freshman                            | Oh Ah-yeong                 | SBS   |
| 2016 | Shopaholic Louis                            | Go Bok-shil                 | MBC   |
| 2017 | Suspicious Partner                          | Eun Bong Hee                | SBS   |
| 2018 | 100 days my prince                          | Hong Shim/ Yoon Yi-seo      | tvN   |
| 2021 | Bàn tiệc của phù thủy                       | Jung Jin                    | TVING |

### Phim điện ảnh
| Năm  | Tựa đề                       | Vai diễn                       | Ghi chú                                  |
| ---- | ---------------------------- | ------------------------------ | ---------------------------------------- |
| 2005 | Shadowless Sword             | Yeon So-ha (còn trẻ)           |                                          |
| 2006 | My Captain Mr. Underground   | Park Ji-min                    |                                          |
| 2007 | Mapado 2: Back to the Island | Cô gái trong quá khứ           |                                          |
| 2009 | If You Were Me 4             | Park Jin-ju                    | Phân cảnh: "Blue Birds on the Desk"      |
| 2009 | Astro Boy                    | Cora                           | phim hoạt hình, phiên bản lồng tiếng Hàn |
| 2010 | Happy Ulleung Man            | Người dẫn truyện               |                                          |
| 2010 | Family Plan                  | Ji-min                         | Phim ngắn                                |
| 2010 | Ghost (Be With Me)           | Phân cảnh: "Tell Me Your Name" |                                          |
| 2011 | A Reason to Live             | Ji-min                         |                                          |
| 2013 | Hwayi: A Monster Boy         | Yoo-kyung                      |                                          |
| 2016 | The Tunnel                   | Mina                           |                                          |
| 2016 | The Map Against The World    | Soon-Sil                       |                                          |

### Video âm nhạc
| Năm  | Bài Hát   | Nghệ sĩ         |
| ---- | --------- | --------------- |
| 2015 | "Shaking" | Taeil (Block B) |

### Chương trình giải trí
| Năm  | Chương trình      | Kênh | Vai trò   | Ghi chú |
| ---- | ----------------- | ---- | --------- | ------- |
| 2015 | Running Man       | SBS  |           | Tập 237 |
| 2021 | Running Man       | SBS  | Khách mời | Tập 564 |
| 2021 | Sixth Sense mùa 2 | tvN  | Khách mời | Tập 10  |

## Giải thưởng
| Năm  | Giải thưởng            | Hạng mục                                   | Đề cử                        |
| ---- | ---------------------- | ------------------------------------------ | ---------------------------- |
| 2006 | SBS Drama Awards       | Diễn viên mới xuất sắc nhất                | My Love                      |
| 2008 | MBC Drama Awards       | Diễn viên mới xuất sắc nhất                | East of Eden                 |
| 2009 | MBC Drama Awards       | Diễn viên mới xuất sắc nhất                | Queen Seondeok               |
| 2012 | KBS Drama Awards       | Diễn viên mới xuất sắc nhất                | Girl Detective, Park Hae-sol |
| 2014 | KBS Drama Awards       | Diễn viên mới xuất sắc nhất                | What Happens to My Family?   |
| 2014 | KBS Drama Awards       | Cặp đôi xuất sắc nhất (với Park Hyung-sik) | What Happens to My Family?   |
| 2016 | 1st Asia Artist Awards | Nghệ sĩ xuất sắc nhất (hạng mục diễn viên) | Shopaholic Louis             |

ĐỀ CỬ
| Năm  | Hạng mục                             | Đề cử                       | GIải Thưởng                  |
| ---- | ------------------------------------ | --------------------------- | ---------------------------- |
| 2007 | Diễn viên mới xuất sắc nhất          | Lobbyist                    | SBS Drama Awards             |
| 2012 | Diễn viên mới xuất sắc nhất          | A Reason to Live            | 21s Buil Film Awards         |
| 2013 | DIễn viên mới xuất sắc nhất          | Hwayi: A Monster Boy        | 34th Blue Dragon Film Awards |
| 2015 | Diễn viên mới (hạng mục truyền hình) | What Happens To My Family ? | 51s Baeksang Arts Awards     |